# Alexandre Jean Feutrier
Alexandre-Jean Feutrier est un homme politique français né le 3 juillet 1787 à Paris et décédé le 24 juin 1861 à Paris.
Il est le fils de Jean Feutrier, commissaire général des impositions de Paris, et de Marie Catherine Dauphin, protégée par l'intendant Bertier de Sauvigny, qui se sont mariés en 1780. Sa marraine est sa tante maternelle, Marie Françoise Dauphin épouse de Pierre Flandrin, directeur général des écoles vétérinaires du royaume. Il est le frère cadet de François-Jean-Hyacinthe Feutrier, ecclésiastique, évêque de Beauvais, ministre des cultes sous la Restauration.
Nommé auditeur au Conseil d’État en 1810, il est envoyé par Napoléon en Espagne, comme intendant militaire. Il est employé par Napoléon à diverses missions jusqu'à la chute de l'Empire, où il se rallie à Louis XVIII. A la première Restauration, Il devient maître des requêtes surnuméraire, le 5 juillet 1814, puis passe au service ordinaire de 1816 à 1819.
En février 1819, il est nommé préfet de Saône-et-Loire puis en juillet 1820 revient au conseil d'Etat comme maitre des requêtes, jusqu'en 1828.
Par lettres patentes du 15 octobre 1825, il est fait baron héréditaire, sur institution d'un majorat
En novembre 1828, il est nommé préfet du Lot-et-Garonne. Après avoir répondu avec défiance à une circulaire de son administration, il est destitué en avril 1830 par le ministère Polignac.
À la suite de la révolution de 1830, il se rallie très tôt à la monarchie de juillet, qui le nomme, dès le 3 août 1830, Préfet de l'Oise. Jusqu'en 1835, il exerce cette fonction avec un zèle qui lui vaut d'être nommé pair de France, le 11 septembre 1835.
Il siège à la chambre des pairs jusqu'à la Révolution de février 1848, où il se retire de la vie publique. Il est inhumé au cimetière de Montmartre, 47e division.

## Distinction
- Commandeur de la Légion d'honneur (1839)

## Mariage et descendance
Il épouse à Paris, paroisse Saint Merry, le 1er août 1814, Anne Marie Joséphine Cabal, morte à Paris le 30 décembre 1878, fille de Jean François Joseph Cabal et de Anne Marie Joséphine Van Lierde. Dont cinq enfants :
- Jean Eugène Feutrier (Paris, 1817 - Beauvais, 10 mars 1835) ;
- Emilie Marie Marie Françoise Feutrier (Mâcon, 30 avril 1820 - Troissereux, 26 février 1900) , mariée à Paris, paroisse Saint Thomas d'Aquin, le 11 juin 1838 avec Aimé Alphonse Charles Emile Bourrée de Corberon, maire de Troissereux, conseiller général et député de l'Oise, commandeur de la Légion d'honneur (1815-1907), dont postérité ;
- Marie Joséphine Adrienne Feutrier (Paris, 13 janvier 1824 - Paris, 14 juillet 1826) ;
- Henriette Feutrier (Paris, 18 décembre 1825 - Douai, 29 avril 1884), mariée à Paris, paroisse Saint Pierre du Gros Caillou, le 10 mai 1845 avec Romain Ignace Maloteau de Guerne, magistrat, président à la cour d'appel de Douai (1810-1887), dont postérité ;
- Pauline Feutrier (Paris, 22 janvier 1828 - Troissereux, 9 février 1890), mariée à Paris, paroisse Saint Pierre du Gros Caillou, le 20 décembre 1847 avec Alphonse Charles Marie d'Aoust, marquis d'Aoust (1819-1909).